# Dungarvan
Dungarvan (forma anglicizzata) o Dún Garbháin (in irlandese) è un centro abitato e un porto della costa meridionale dell'Irlanda, situato nella contea di Waterford.

È il capoluogo (county town) e centro amministrativo della contea.

Il nome irlandese della città significa "forte di Garbhan", in riferimento al Santo Garvan che vi fondò una chiesa nel VII secolo.
La città si trova sulla N25 (Strada Europea E30) che collega Cork, Waterford ed il Rosslare Europort.

## Storia
Dungarvan nacque probabilmente come un piccolo centro portuale nel VI o VII secolo, favorito dalla vicinanza al monastero di Ardmore, Dungarvan subì la dominazione celtica fino al 1200 quando il conte di Strongbow e gli inglesi sottomisero l'isola, di cui rimane oggi il castello di Re John, e l'abbazia romanica (oggi in rovina) sorta sulla precedente chiesa paleocristiana. La città seguì poi le vicende della storia irlandese fino ad oggi, prima sotto gli inglesi e poi indipendente dal 1949, con stretti contatti con le vicine Waterford, Ardmore e Youghal. Fino agli anni '50, la città era attraversata da una ferrovia adiacente al porto, che fu spazzata via da una forte tempesta che colpì le coste circostanti. Della ferrovia oggi rimane un sentiero pedonale.

## Geografia fisica
Dungarvan sorge sul delta del fiume Corrib, che forma un'ampia laguna. Come la maggior parte della zona, è interessata dai fenomeni di alta e bassa marea. In direzione di Youghal il territorio è occupato da dolci colline sulle quali sorgono piccoli centri abitati come Piltown e Kinsalebeg.